# Gabinet Werner-Thorn-Flesch
El Gabinet Werner-Thorn-Flesch va formar el govern de Luxemburg del 16 de juliol de 1979 al 20 de juliol de 1984. Fou una coalició entre el Partit Popular Social Cristià (CSV) i el Partit Democràtics (DP). Al llarg del ministeri, es van realitzar diversos canvis en la seva composició. Jean Wolter, va morir el 22 de febrer de 1980, i es va substituir per Jean Spautz, obrer metal·lúrgic i sindicalista. A partir del 22 novembre 1980 Colette Flesch va prendre el relleu de Gaston Thorn. Jean-Claude Juncker, el 1982, es va unir al gabinet com a Secretari d'Estat de Treball i Seguretat Social.

## Composició

### 16 de juliol de 1979 a 3 de març de 1980
| Nom   | Nom            | Partit | Càrrec |
| ----- | -------------- | ------ | --- |
|       | Pierre Werner  | CSV    | Primer Ministre Ministre de Cultura |
|       | Gaston Thorn   | DP     | Viceprimer Ministre Ministre d'Afers Exteriors Ministre d'Economia Ministre de Justícia                                                                  |
|       | Émile Krieps   | DP     | Ministre de Salut Ministre de la Força Pública Ministre d'Educació Física i Esport                                                                       |
|       | Camille Ney    | CSV    | Ministre d'Agricultura, Viticultura, Aigua i Boscos |
|       | Josy Barthel   | DP     | Ministre de Medi Ambient Ministre de Transports, Comunicacions i Informació Ministre d'Energia                                                           |
|       | Jacques Santer | CSV    | Ministre de Finances Ministre de Treball i Segurat Social                                                                                                |
|       | René Konen     | DP     | Minister for the Civil Service Ministre d'Obres Públiques                                                                                                |
|       | Jean Wolter    | CSV    | Ministre de l'Interior Ministre de Família, Habitatge Social i Solidaritat Social                                                                        |
|       | Fernand Boden  | CSV    | Ministre d'Educació Nacional Ministre de Turisme |
|       | Ernest Mühlen  | CSV    | Secretari d'Estat de Finances |
|       | Paul Helminger | CSV    | Secretary of State for Foreign Affairs, Foreign Trade, and Cooperation Secretari d'Estat d'Economia i les Classes Mitjanes Secretari d'Estat de Justícia |
|       | Josy Barthel   | DP     | Ministre de Medi Ambient Ministre de Transports, Comunicacions i Informació Ministre d'Energia                                                           |
|       | Jacques Santer | CSV    | Ministre de Finances Ministre de Treball i Segurat Social                                                                                                |
| Font: |                |        | |

### 3 de març a 22 de novembre de 1980
| Nom   | Nom            | Partit | Càrrec |
| ----- | -------------- | ------ | --- |
|       | Pierre Werner  | CSV    | Primer Ministre Ministre de Cultura                                                                                    |
|       | Gaston Thorn   | DP     | Viceprimer Ministre Ministre d'Afers Exteriors Ministre d'Economia Ministre de Justícia                                |
|       | Émile Krieps   | DP     | Ministre de Salut Ministre de la Força Pública Ministre d'Educació Física i Esport                                     |
|       | Camille Ney    | CSV    | Ministre d'Agricultura, Viticultura, Aigua i Boscos                                                                    |
|       | René Konen     | DP     | Minister for the Civil Service Ministre d'Obres Públiques                                                              |
|       | Jean Wolter    | CSV    | Ministre de l'Interior Ministre de Família, Habitatge Social i Solidaritat Social                                      |
|       | Fernand Boden  | CSV    | Ministre d'Educació Nacional Ministre de Turisme                                                                       |
|       | Ernest Mühlen  | CSV    | Secretari d'Estat de Finances                                                                                          |
|       | Paul Helminger | CSV    | ASecretari d'Estat d'Afers Exteriors Secretari d'Estat d'Economia i les Classes Mitjanes Secretari d'Estat de Justícia |
| Font: |                |        | |

### 22 de novembre de 1980 a 21 de desembre de 1982
| Nom   | Nom            | Partit | Càrrec |
| ----- | -------------- | ------ | --- |
|       | Pierre Werner  | CSV    | Primer Ministre Ministre de Cultura                                                                                    |
|       | Colette Flesch | DP     | Viceprimer Ministre Ministre d'Afers Exteriors Ministre d'Economia Ministre de Justícia                                |
|       | Émile Krieps   | DP     | Ministre de Salut Ministre de la Força Pública Ministre d'Educació Física i Esport                                     |
|       | Camille Ney    | CSV    | Ministre d'Agricultura, Viticultura, Aigua i Boscos                                                                    |
|       | Josy Barthel   | DP     | Ministre de Medi Ambient Ministre de Transports, Comunicacions i Informació Ministre d'Energia                         |
|       | Jacques Santer | CSV    | Ministre de Finances Ministre de Treball i Segurat Social                                                              |
|       | René Konen     | DP     | Minister for the Civil Service Ministre d'Obres Públiques                                                              |
|       | Jean Spautz    | CSV    | Ministre de l'Interior Ministre de Família, Habitatge Social i Solidaritat Social                                      |
|       | Fernand Boden  | CSV    | Ministre d'Educació Nacional Ministre de Turisme                                                                       |
|       | Ernest Mühlen  | CSV    | Secretari d'Estat de Finances                                                                                          |
|       | Paul Helminger | CSV    | Sec retari d'Estat d'Afers Exteriors Secretari d'Estat d'Economia i les Classes Mitjanes Secretari d'Estat de Justícia |
| Font: |                |        | |

### 21 de desembre de 1982 a 20 de juliol de 1984
| Nom   | Nom                 | Partit | Càrrec |
| ----- | ------------------- | ------ | --- |
|       | Pierre Werner       | CSV    | Primer Ministre Ministre de Cultura                                                                                   |
|       | Colette Flesch      | DP     | Viceprimer Ministre Ministre d'Afers Exteriors Ministre d'Economia Ministre de Justícia                               |
|       | Émile Krieps        | DP     | Ministre de Salut Ministre de la Força Pública Ministre d'Educació Física i Esport                                    |
|       | Josy Barthel        | DP     | Ministre de Medi Ambient Ministre de Transports, Comunicacions i Informació Ministre d'Energia                        |
|       | Jacques Santer      | CSV    | Ministre de Finances Ministre de Treball i Segurat Social                                                             |
|       | René Konen          | DP     | Minister for the Civil Service Ministre d'Obres Públiques                                                             |
|       | Jean Spautz         | CSV    | Ministre de l'Interior Ministre de Família, Habitatge Social i Solidaritat Social                                     |
|       | Ernest Mühlen       | CSV    | Ministre d'Agricultura, Viticulltura, Aigua i Boscos                                                                  |
|       | Fernand Boden       | CSV    | Ministre d'Educació Nacional Ministre de Turisme                                                                      |
|       | Paul Helminger      | CSV    | Secretari d'Estat d'Afers Exteriors Secretari d'Estat d'Economia i les Classes Mitjanes Secretari d'Estat de Justícia |
|       | Jean-Claude Juncker | CSV    | Secretari d'Estat de Treball i Seguretat Social                                                                       |
| Font: |                     |        | |